# Adolf Müller-Crefeld

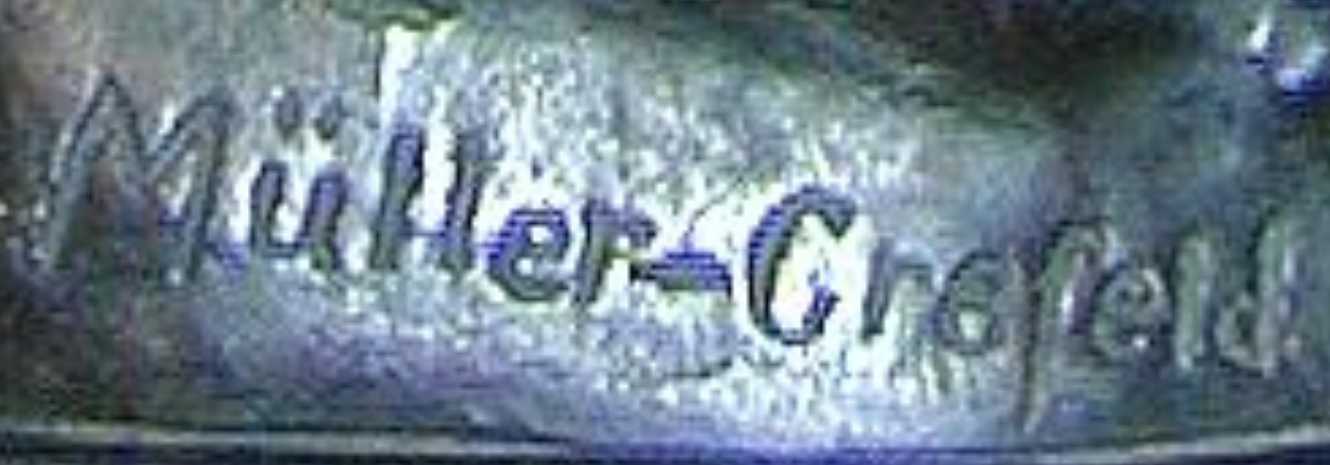
Adolf Müller-Crefelds Signatur

Adolf Müller-Crefeld (* 7. April 1863 in Krefeld; † 1934) war ein deutscher Bildhauer. Der  Namenszusatz „Crefeld“ verweist auf seinen Geburtsort Krefeld.

## Leben
Adolf Müller-Crefeld studierte von 1879 bis 1882 an der Akademie in Antwerpen und ließ sich darauf als freier Bildhauer in Berlin nieder.
Er nahm 1913 an der Grossen Berliner Kunstausstellung teil. 1914 stellte er seine Gipsskulptur Der Schnitter auf der Münchener Jahresausstellung im Königlichen Glaspalast aus.

## Werke (Auswahl)
In seinen Arbeiten bildete oftmals nackte Figuren und Arbeiter ab.
- Frauenakt beim Speerwurf
- Tambourintänzerin, 1910
- Schmied, 1900
- Diana, 1920
- La source
- Grazile Tänzerin
- Säerin, um 1890
- Bogenspanner
- Nymphe an der Quelle